# Idanha-a-Velha
 (octobre 2022).
La mise en forme du texte ne suit pas les recommandations de Wikipédia : il faut le « wikifier ».
Les points d'amélioration suivants sont les cas les plus fréquents. Le détail des points à revoir est peut-être précisé sur la page de discussion.
- Les titres sont pré-formatés par le logiciel. Ils ne sont ni en capitales, ni en gras.
- Le texte ne doit pas être écrit en capitales (les noms de famille non plus), ni en gras, ni en italique, ni en « petit »…
- Le gras n'est utilisé que pour surligner le titre de l'article dans l'introduction, une seule fois.
- L'italique est rarement utilisé : mots en langue étrangère, titres d'œuvres, noms de bateaux, etc.
- Les citations ne sont pas en italique mais en corps de texte normal. Elles sont entourées par des guillemets français : « et ».
- Les listes à puces sont à éviter, des paragraphes rédigés étant largement préférés. Les tableaux sont à réserver à la présentation de données structurées (résultats, etc.).
- Les appels de note de bas de page (petits chiffres en exposant, introduits par l'outil «  Source ») sont à placer entre la fin de phrase et le point final[comme ça].
- Les liens internes (vers d'autres articles de Wikipédia) sont à choisir avec parcimonie. Créez des liens vers des articles approfondissant le sujet. Les termes génériques sans rapport avec le sujet sont à éviter, ainsi que les répétitions de liens vers un même terme.
- Les liens externes sont à placer uniquement dans une section « Liens externes », à la fin de l'article. Ces liens sont à choisir avec parcimonie suivant les règles définies. Si un lien sert de source à l'article, son insertion dans le texte est à faire par les notes de bas de page.
- La présentation des références doit suivre les conventions bibliographiques. Il est recommandé d'utiliser les modèles {{Ouvrage}}, {{Chapitre}}, {{Article}}, {{Lien web}} et/ou {{Bibliographie}}. Le mode d'édition visuel peut mettre en forme automatiquement les références.
- Insérer une infobox (cadre d'informations à droite) n'est pas obligatoire pour parachever la mise en page.

Pour une aide détaillée, merci de consulter Aide:Wikification.
Si vous pensez que ces points ont été résolus, vous pouvez retirer ce bandeau et améliorer la mise en forme d'un autre article.
Pour les articles homonymes, voir Idanha.
Idanha-a-Velha est une freguesia portugaise de la municipalité d'Idanha-a-Nova. Son nom vient du wisigoth Egitânia. Il est aujourd'hui intégré à la ville d'Idanha-a-Nova.

## Patrimoine
On y trouve des vestiges romains, comme le pont sur la rivière Ponsul datant du IIe siècle.
Un château y fut construit par Dom Gualdim Pais, maître de province de l'Ordre du Temple au Portugal, ainsi qu'une cathédrale car elle fut siège d'un évêché sous le règne des Wisigoths avant d'être pillée par les Maures au début du VIIIe siècle.
On peut encore voir des restes de muraille et un pilori manuélin. Un donjon ruiné domine le vieux bourg fortifié. Des fouilles archéologie sont toujours en cours autour du donjon, localement nommé torre de menagem.
On y fête Notre Dame de la Conception le 3e dimanche de mai.
- Chapelle São Sébastião, hors les murs au nord de la porte nord.
- Église Paroissiale de style renaissance.
- Pilori de style manuélin datant du XVIe siècle, autour de 1510.
- Donjon des templiers ruiné situé à l'emplacement de l'ancien forum Romain.
- Église Santa Maria, anciennement élevée au rang de cathédrale.
- 2 Chapelles hors les murs à l'est et au nord.
- Pont du IIe siècle apr. J.-C. édifié par les Romains. Il enjambe le Rio Ponsul à l'est du village sur le tracé de l'ancienne voie romaine allant de Mérida à Braga. Actuellement sur le chemin de grande randonnée GR34. Le pont de granit possède 4 arches en plein cintre de taille différente.